# Список эпизодов телесериала «Доктор Хаус»
Ниже приведён список эпизодов американского медицинско-драматического телесериала «Доктор Хаус», который выходил в эфир с 16 ноября 2004 года по 21 мая 2012 года.

## Обзор сезонов
| Сезон | Сезон | Эпизоды | Оригинальная дата показа | Оригинальная дата показа | Рейтинг Нильсена | Рейтинг Нильсена   |
| Сезон | Сезон | Эпизоды | Премьера сезона          | Финал сезона             | Ранк             | Зрители (миллионы) |
| ----- | ----- | ------- | ------------------------ | ------------------------ | ---------------- | ------------------ |
|       | 1     | 22      | 16 ноября 2004           | 24 мая 2005              | 24               | 13.3               |
|       | 2     | 24      | 13 сентября 2005         | 23 мая 2006              | 10               | 17.3               |
|       | 3     | 24      | 5 сентября 2006          | 29 мая 2007              | 7                | 19.4               |
|       | 4     | 16      | 25 сентября 2007         | 19 мая 2008              | 7                | 17.6               |
|       | 5     | 24      | 16 сентября 2008         | 11 мая 2009              | 16               | 13.5               |
|       | 6     | 22      | 21 сентября 2009         | 17 мая 2010              | 21               | 12.8               |
|       | 7     | 23      | 20 сентября 2010         | 23 мая 2011              | 42               | 10.3               |
|       | 8     | 22      | 3 октября 2011           | 21 мая 2012              | 58               | 8.7                |

## Список серий

### Сезон 1 (2004—2005)
| № общий | № в сезоне | Название                                                | Режиссёр             | Автор сценария                                             | Дата премьеры   | Зрители в США (млн) |
| ------- | ---------- | ------------------------------------------------------- | -------------------- | ---------------------------------------------------------- | --------------- | ------------------- |
| 1       | 1          | «Пилот/Все лгут» «Pilot/Everybody lies»                 | Брайан Сингер        | Дэвид Шор                                                  | 16 ноября 2004  | 7.05                |
| 2       | 2          | «Отцовство» «Paternity»                                 | Питер О’Фэллон       | Лоуренс Каплоу                                             | 23 ноября 2004  | 6.09                |
| 3       | 3          | «Бритва Оккама» «Occam’s Razor»                         | Брайан Сингер        | Дэвид Шор                                                  | 30 ноября 2004  | 6.33                |
| 4       | 4          | «Материнство» «Maternity»                               | Ньютон Томас Сигел   | Питер Блейк                                                | 7 декабря 2004  | 6.74                |
| 5       | 5          | «Будь ты проклят, если сделаешь это» «Damned If You Do» | Грег Яйтанс          | Сара Б. Купер                                              | 14 декабря 2004 | 6.91                |
| 6       | 6          | «Метод Сократа» «The Socratic Method»                   | Питер Медак          | Джон Манкевич                                              | 21 декабря 2004 | 6.73                |
| 7       | 7          | «Верность» «Fidelity»                                   | Брайан Спайсер       | Томас Л. Моран                                             | 28 декабря 2004 | 6.91                |
| 8       | 8          | «Яд» «Poison»                                           | Гай Ферленд          | Мэтт Уиттен                                                | 25 января 2005  | 12.37               |
| 9       | 9          | «Отказ от реанимации» «DNR»                             | Фредерик Кинг Келлер | Дэвид Фостер                                               | 1 февраля 2005  | 12.75               |
| 10      | 10         | «Истории» «Histories»                                   | Дэн Аттиас           | Джоэль Томпсон                                             | 8 февраля 2005  | 14.97               |
| 11      | 11         | «Детоксикация» «Detox»                                  | Нельсон Маккормик    | Лоуренс Каплоу и Томас Л. Моран                            | 15 февраля 2005 | 14.22               |
| 12      | 12         | «Спортивная медицина» «Sports Medicine»                 | Кит Гордон           | Джон Манкевич и Дэвид Шор                                  | 22 февраля 2005 | 15.53               |
| 13      | 13         | «Проклятый» «Cursed»                                    | Дэниел Сакхайм       | Мэтт Уиттен и Питер Блейк                                  | 1 марта 2005    | 15.53               |
| 14      | 14         | «Контроль» «Control»                                    | Рэнди Зиск           | Лоуренс Каплоу                                             | 15 марта 2005   | 17.33               |
| 15      | 15         | «Законы мафии» «Mob Rules»                              | Тим Хантер           | Дэвид Фостер и Джон Манкевич                               | 22 марта 2005   | 17.34               |
| 16      | 16         | «Бремя» «Heavy»                                         | Фред Гербер          | Томас Л. Моран                                             | 29 марта 2005   | 18.28               |
| 17      | 17         | «Образец для подражания» «Role Model»                   | Питер О’Фэллон       | Мэтт Уиттен                                                | 12 апреля 2005  | 15.04               |
| 18      | 18         | «Дети и вода в ванне» «Babies & Bathwater»              | Билл Джонсон         | Сюжет : Питер Блейк Телесценарий : Питер Блейк и Дэвид Шор | 19 апреля 2005  | 17.48               |
| 19      | 19         | «Детки» «Kids»                                          | Деран Сарафян        | Томас Л. Моран и Лоренс Каплоу                             | 3 мая 2005      | 17.14               |
| 20      | 20         | «Любовь зла» «Love Hurts»                               | Брайан Спайсер       | Сара Б. Купер                                              | 10 мая 2005     | 18.80               |
| 21      | 21         | «Три истории» «Three Stories»                           | Пэрис Барклай        | Дэвид Шор                                                  | 17 мая 2005     | 17.68               |
| 22      | 22         | «Медовый месяц» «Honeymoon»                             | Фредерик Кинг Келлер | Лоуренс Каплоу и Джон Манкевич                             | 24 мая 2005     | 19.52               |

### Сезон 2 (2005—2006)
| № общий | № в сезоне | Название                                       | Режиссёр         | Автор сценария                                                                                | Дата премьеры    | Зрители в США (млн) |
| ------- | ---------- | ---------------------------------------------- | ---------------- | --------------------------------------------------------------------------------------------- | ---------------- | ------------------- |
| 23      | 1          | «Смирение» «Acceptance»                        | Дэн Аттиас       | Рассел Френд и Гарретт Лернер                                                                 | 13 сентября 2005 | 15.91               |
| 24      | 2          | «Аутопсия» «Autopsy»                           | Деран Сарафян    | Лоуренс Каплоу                                                                                | 20 сентября 2005 | 13.64               |
| 25      | 3          | «Шалтай-Болтай» «Humpty Dumpty»                | Дэн Аттиас       | Мэтт Уиттен                                                                                   | 27 сентября 2005 | 13.37               |
| 26      | 4          | «Туберкулёз или не туберкулёз?» «TB or Not TB» | Питер О’Фэллон   | Дэвид Фостер                                                                                  | 1 ноября 2005    | 12.18               |
| 27      | 5          | «Папенькин сынок» «Daddy’s Boy»                | Грег Яйтанс      | Томас Л. Моран                                                                                | 8 ноября 2005    | 14.15               |
| 28      | 6          | «Крутой поворот» «Spin»                        | Фред Гербер      | Сара Хесс                                                                                     | 15 ноября 2005   | 12.95               |
| 29      | 7          | «Охота» «Hunting»                              | Глория Муцио     | Лиз Фридман                                                                                   | 22 ноября 2005   | 14.72               |
| 30      | 8          | «Ошибка» «The Mistake»                         | Дэвид Семел      | Питер Блейк                                                                                   | 29 ноября 2005   | 14.91               |
| 31      | 9          | «Обман» «Deception»                            | Деран Сарафян    | Майкл Р. Перри                                                                                | 13 декабря 2005  | 14.52               |
| 32      | 10         | «Трудности перевода» «Failure to Communicate»  | Джейс Александер | Дорис Иган                                                                                    | 10 января 2006   | 14.83               |
| 33      | 11         | «Необходимые знания» «Need to Know»            | Дэвид Семел      | Памела Дэвис                                                                                  | 7 февраля 2006   | 22.24               |
| 34      | 12         | «Отвлекающий раздражитель» «Distractions»      | Дэн Аттиас       | Лоуренс Каплоу                                                                                | 14 февраля 2006  | 19.20               |
| 35      | 13         | «Внешность обманчива» «Skin Deep»              | Джим Хайман      | Сюжет : Рассел Френд и Гарретт Лернер Телесценарий : Рассел Френд, Гарретт Лернер и Дэвид Шор | 20 февраля 2006  | 14.18               |
| 36      | 14         | «Секс убивает» «Sex Kills»                     | Дэвид Семел      | Мэтт Уиттен                                                                                   | 7 марта 2006     | 20.56               |
| 37      | 15         | «Невежество» «Clueless»                        | Деран Сарафян    | Томас Л. Моран                                                                                | 28 марта 2006    | 21.44               |
| 38      | 16         | «Безопасность» «Safe»                          | Феликс Алькала   | Питер Блейк                                                                                   | 4 апреля 2006    | 22.71               |
| 39      | 17         | «Ва-банк» «All In»                             | Фред Гербер      | Дэвид Фостер                                                                                  | 11 апреля 2006   | 21.20               |
| 40      | 18         | «Не будите спящую собаку» «Sleeping Dogs Lie»  | Грег Яйтанс      | Сара Хесс                                                                                     | 18 апреля 2006   | 22.64               |
| 41      | 19         | «Хаус против Бога» «House vs. God»             | Джон Ф. Шоуолтер | Дорис Иган                                                                                    | 25 апреля 2006   | 24.52               |
| 42      | 20         | «Эйфория. Часть 1» «Euphoria: Part 1»          | Деран Сарафян    | Мэттью В. Льюис                                                                               | 2 мая 2006       | 22.71               |
| 43      | 21         | «Эйфория. Часть 2» «Euphoria: Part 2»          | Деран Сарафян    | Рассел Френд, Гарретт Лернер и Дэвид Шор                                                      | 3 мая 2006       | 17.16               |
| 44      | 22         | «Навечно» «Forever»                            | Дэниел Сакхайм   | Лиз Фридман                                                                                   | 9 мая 2006       | 24.29               |
| 45      | 23         | «Кто твой папочка?» «Who’s Your Daddy?»        | Марта Митчелл    | Сюжет : Чарльз М. Дункан и Джон Манкевич Телесценарий : Джон Манкевич и Лоуренс Каплоу        | 16 мая 2006      | 22.38               |
| 46      | 24         | «Без причины» «No Reason»                      | Дэвид Шор        | Сюжет : Лоуренс Каплоу и Дэвид Шор Телесценарий : Дэвид Шор                                   | 23 мая 2006      | 25.47               |

### Сезон 3 (2006—2007)
| № общий | № в сезоне | Название                                               | Режиссёр             | Автор сценария                                                                                                | Дата премьеры    | Зрители в США (млн) |
| ------- | ---------- | ------------------------------------------------------ | -------------------- | --- | ---------------- | ------------------- |
| 47      | 1          | «Смысл» «Meaning»                                      | Деран Сарафян        | Сюжет : Рассел Френд, Гарретт Лернер, Лоуренс Каплоу и Дэвид Шор Телесценарий : Лоуренс Каплоу и Дэвид Шор    | 5 сентября 2006  | 19.55               |
| 48      | 2          | «Каин и Авель» «Cane and Able»                         | Дэниел Сакхайм       | Сюжет : Рассел Френд, Гарретт Лернер, Лоуренс Каплоу и Дэвид Шор Телесценарий : Рассел Френд и Гарретт Лернер | 12 сентября 2006 | 15.74               |
| 49      | 3          | «Официальное согласие» «Informed Consent»              | Лора Иннес           | Дэвид Фостер                                                                                                  | 19 сентября 2006 | 13.67               |
| 50      | 4          | «Линии на песке» «Lines in the Sand»                   | Ньютон Томас Сигел   | Дэвид Хоселтон                                                                                                | 26 сентября 2006 | 14.52               |
| 51      | 5          | «Любовь зла» «Fools for Love»                          | Дэвид Платт          | Питер Блейк                                                                                                   | 31 октября 2006  | 14.18               |
| 52      | 6          | «Будь, что будет» «Que Será, Será»                     | Деран Сарафян        | Томас Л. Моран                                                                                                | 7 ноября 2006    | 16.11               |
| 53      | 7          | «Сын коматозника» «Son of Coma Guy»                    | Дэн Аттиас           | Дорис Иган | 14 ноября 2006   | 14.60               |
| 54      | 8          | «Из огня да в полымя» «Whac-A-Mole»                    | Дэниел Сакхайм       | Памела Дэвис                                                                                                  | 21 ноября 2006   | 15.20               |
| 55      | 9          | «В поисках Иуды» «Finding Judas»                       | Деран Сарафян        | Сара Хесс | 28 ноября 2006   | 17.30               |
| 56      | 10         | «Крошечное весёлое Рождество» «Merry Little Christmas» | Тони То              | Лиз Фридман                                                                                                   | 12 декабря 2006  | 11.77               |
| 57      | 11         | «Слова и дела» «Words and Deeds»                       | Дэниел Сакхайм       | Леонард Дик                                                                                                   | 9 января 2007    | 17.78               |
| 58      | 12         | «Один день — одна комната» «One Day, One Room»         | Хуан Хосе Кампанелья | Дэвид Шор | 30 января 2007   | 27.34               |
| 59      | 13         | «Иголка в стоге сена» «Needle in a Haystack»           | Питер О’Фэллон       | Дэвид Фостер                                                                                                  | 6 февраля 2007   | 24.88               |
| 60      | 14         | «Бесчувственность» «Insensitive»                       | Деран Сарафян        | Мэттью В. Льюис                                                                                               | 13 февраля 2007  | 25.99               |
| 61      | 15         | «Недоумок» «Half-Wit»                                  | Кэти Джейкобс        | Лоуренс Каплоу                                                                                                | 6 марта 2007     | 24.40               |
| 62      | 16         | «Совершенно секретно» «Top Secret»                     | Деран Сарафян        | Томас Л. Моран                                                                                                | 27 марта 2007    | 20.80               |
| 63      | 17         | «Положение плода» «Fetal Position»                     | Мэтт Шекман          | Рассел Френд и Гарретт Лернер                                                                                 | 3 апреля 2007    | 20.35               |
| 64      | 18         | «В воздухе» «Airborne»                                 | Элоди Кин            | Дэвид Хоселтон                                                                                                | 10 апреля 2007   | 21.57               |
| 65      | 19         | «Веди себя по-взрослому» «Act Your Age»                | Дэниел Сакхайм       | Сара Хесс | 17 апреля 2007   | 22.41               |
| 66      | 20         | «Воспитание щенков» «House Training»                   | Пол Маккрейн         | Дорис Иган | 24 апреля 2007   | 20.81               |
| 67      | 21         | «Семья» «Family»                                       | Дэвид Стрэйтон       | Лиз Фридман                                                                                                   | 1 мая 2007       | 21.13               |
| 68      | 22         | «Увольнение» «Resignation»                             | Марта Митчелл        | Памела Дэвис                                                                                                  | 8 мая 2007       | 21.36               |
| 69      | 23         | «Гадёныш» «The Jerk»                                   | Дэниел Сакхайм       | Леонард Дик                                                                                                   | 15 мая 2007      | 21.19               |
| 70      | 24         | «Человеческий фактор» «Human Error»                    | Кэти Джейкобс        | Томас Л. Моран и Лоуренс Каплоу                                                                               | 29 мая 2007      | 17.23               |

### Сезон 4 (2007—2008)
| № общий | № в сезоне | Название                                         | Режиссёр             | Автор сценария                                                                             | Дата премьеры    | Зрители в США (млн) |
| ------- | ---------- | ------------------------------------------------ | -------------------- | ------------------------------------------------------------------------------------------ | ---------------- | ------------------- |
| 71      | 1          | «Один» «Alone»                                   | Деран Сарафян        | Сюжет : Питер Блейк Телесценарий : Питер Блейк и Дэвид Шор                                 | 25 сентября 2007 | 14.52               |
| 72      | 2          | «То, что нужно» «The Right Stuff»                | Деран Сарафян        | Дорис Иган и Леонард Дик                                                                   | 2 октября 2007   | 17.44               |
| 73      | 3          | «97 секунд» «97 Seconds»                         | Дэвид Платт          | Рассел Френд и Гарретт Лернер                                                              | 9 октября 2007   | 18.03               |
| 74      | 4          | «Ангелы-хранители» «Guardian Angels»             | Деран Сарафян        | Дэвид Хоселтон                                                                             | 23 октября 2007  | 18.10               |
| 75      | 5          | «Зеркало, Зеркало» «Mirror, Mirror»              | Дэвид Платт          | Дэвид Фостер                                                                               | 30 октября 2007  | 17.29               |
| 76      | 6          | «Готовы на всё» «Whatever It Takes»              | Хуан Хосе Кампанелья | Сюжет : Томас Л. Моран Телесценарий : Томас Л. Моран и Питер Блейк                         | 6 ноября 2007    | 18.17               |
| 77      | 7          | «Урод» «Ugly»                                    | Дэвид Стрэйтон       | Шон Уайтселл                                                                               | 13 ноября 2007   | 16.95               |
| 78      | 8          | «Лучше тебе не знать» «You Don’t Want to Know»   | Лесли Линка Глаттер  | Сара Хесс                                                                                  | 20 ноября 2007   | 16.88               |
| 79      | 9          | «Игры» «Games»                                   | Деран Сарафян        | Эли Атти                                                                                   | 27 ноября 2007   | 16.96               |
| 80      | 10         | «Чудесная ложь» «It’s A Wonderful Lie»           | Мэтт Шекман          | Памела Дэвис                                                                               | 29 января 2008   | 22.56               |
| 81      | 11         | «Во льдах» «Frozen»                              | Дэвид Стрэйтон       | Лиз Фридман                                                                                | 3 февраля 2008   | 29.04               |
| 82      | 12         | «Никогда не меняйся» «Don’t Ever Change»         | Деран Сарафян        | Леонард Дик и Дорис Иган                                                                   | 5 февраля 2008   | 23.15               |
| 83      | 13         | «Прощайте, мистер Добряк» «No More Mr. Nice Guy» | Деран Сарафян        | Дэвид Хоселтон и Дэвид Шор                                                                 | 28 апреля 2008   | 14.51               |
| 84      | 14         | «Воплощающая мечты» «Living the Dream»           | Дэвид Стрэйтон       | Сара Хесс и Лиз Фридман                                                                    | 5 мая 2008       | 13.26               |
| 85      | 15         | «Голова Хауса» «House’s Head»                    | Грег Яйтанс          | Сюжет : Дорис Иган Телесценарий : Питер Блейк, Дэвид Фостер, Рассел Френд и Гарретт Лернер | 12 мая 2008      | 14.84               |
| 86      | 16         | «Сердце Уилсона» «Wilson’s Heart»                | Кэти Джейкобс        | Питер Блейк, Дэвид Фостер, Рассел Френд и Гарретт Лернер                                   | 19 мая 2008      | 16.16               |

### Сезон 5 (2008—2009)
| № общий | № в сезоне | Название                                       | Режиссёр             | Автор сценария                                                    | Дата премьеры    | Зрители в США (млн) |
| ------- | ---------- | ---------------------------------------------- | -------------------- | ----------------------------------------------------------------- | ---------------- | ------------------- |
| 87      | 1          | «Смерть меняет всё» «Dying Changes Everything» | Деран Сарафян        | Эли Атти                                                          | 16 сентября 2008 | 14.77               |
| 88      | 2          | «Не рак» «Not Cancer»                          | Дэвид Стрэйтон       | Дэвид Шор и Лоуренс Каплоу                                        | 23 сентября 2008 | 12.37               |
| 89      | 3          | «Осложнения» «Adverse Events»                  | Эндрю Бернстайн      | Кэрол Грин и Дастин Пэддок                                        | 30 сентября 2008 | 12.97               |
| 90      | 4          | «Родовые травмы» «Birthmarks»                  | Дэвид Платт          | Дорис Иган и Дэвид Фостер                                         | 14 октября 2008  | 13.26               |
| 91      | 5          | «Везучая Тринадцатая» «Lucky Thirteen»         | Грег Яйтанс          | Лиз Фридман и Сара Хесс                                           | 21 октября 2008  | 13.08               |
| 92      | 6          | «Радость» «Joy»                                | Деран Сарафян        | Дэвид Хоселтон                                                    | 28 октября 2008  | 13.49               |
| 93      | 7          | «Зуд» «The Itch»                               | Грег Яйтанс          | Питер Блейк                                                       | 12 ноября 2008   | 13.06               |
| 94      | 8          | «Без опеки» «Emancipation»                     | Джеймс Хэйман        | Памела Дэвис и Леонард Дик                                        | 19 ноября 2008   | 13.26               |
| 95      | 9          | «Крайний шаг» «Last Resort»                    | Кэти Джейкобс        | Сюжет : Мэттью В. Льюис Телесценарий : Мэттью В. Льюис и Эли Атти | 26 ноября 2008   | 12.87               |
| 96      | 10         | «Пусть едят торт» «Let Them Eat Cake»          | Деран Сарафян        | Рассел Френд и Гарретт Лернер                                     | 2 декабря 2008   | 12.51               |
| 97      | 11         | «Радость миру» «Joy to the World»              | Дэвид Стрэйтон       | Питер Блейк                                                       | 9 декабря 2008   | 14.05               |
| 98      | 12         | «Без боли» «Painless»                          | Эндрю Бернстайн      | Томас Л. Моран и Эли Атти                                         | 19 января 2009   | 15.02               |
| 99      | 13         | «Большой ребёнок» «Big Baby»                   | Деран Сарафян        | Дэвид Фостер и Лоуренс Каплоу                                     | 26 января 2009   | 15.69               |
| 100     | 14         | «Высшее благо» «The Greater Good»              | Лесли Линка Глаттер  | Сара Хесс                                                         | 2 февраля 2009   | 14.87               |
| 101     | 15         | «Неверующий» «Unfaithful»                      | Грег Яйтанс          | Дэвид Хоселтон                                                    | 16 февраля 2009  | 14.19               |
| 102     | 16         | «Лучшая сторона» «The Softer Side»             | Деран Сарафян        | Лиз Фридман                                                       | 23 февраля 2009  | 14.85               |
| 103     | 17         | «Социальный контракт» «The Social Contract»    | Эндрю Бернстайн      | Дорис Иган                                                        | 9 марта 2009     | 12.38               |
| 104     | 18         | «Сюда, Киска» «Here Kitty»                     | Хуан Хосе Кампанелья | Питер Блейк                                                       | 16 марта 2009    | 13.13               |
| 105     | 19         | «Взаперти» «Locked In»                         | Дэн Аттиас           | Рассел Френд, Гаррет Лернер и Дэвид Фостер                        | 30 марта 2009    | 12.51               |
| 106     | 20         | «Простое объяснение» «Simple Explanation»      | Грег Яйтанс          | Леонард Дик                                                       | 6 апреля 2009    | 13.29               |
| 107     | 21         | «Спасители» «Saviors»                          | Мэттью Пенн          | Эли Атти и Томас Л. Моран                                         | 13 апреля 2009   | 12.19               |
| 108     | 22         | «Хаус разделённый» «House Divided»             | Грег Яйтанс          | Лиз Фридман и Мэттью Льюис                                        | 27 апреля 2009   | 11.69               |
| 109     | 23         | «У меня под кожей» «Under My Skin»             | Дэвид Стрейтон       | Лоуренс Каплоу и Памела Дэвис                                     | 4 мая 2009       | 12.04               |
| 110     | 24         | «Обе половинки вместе» «Both Sides Now»        | Грег Яйтанс          | Дорис Иган                                                        | 11 мая 2009      | 12.74               |

### Сезон 6 (2009—2010)
| № общий | № в сезоне | Название                                   | Режиссёр             | Автор сценария                                                                                      | Дата премьеры    | Зрители в США (млн) |
| ------- | ---------- | ------------------------------------------ | -------------------- | --------------------------------------------------------------------------------------------------- | ---------------- | ------------------- |
| 111112  | 12         | «Сломленный» «Broken»                      | Кэти Джейкобс        | Рассел Френд, Гарретт Лернер, Дэвид Фостер и Дэвид Шор                                              | 21 сентября 2009 | 15.76 17.25         |
| 113     | 3          | «Полный провал» «Epic Fail»                | Грег Яйтанс          | Лиз Фридман и Сара Хесс                                                                             | 28 сентября 2009 | 14.44               |
| 114     | 4          | «Тиран» «The Tyrant»                       | Дэвид Стрэйтон       | Питер Блейк                                                                                         | 5 октября 2009   | 13.74               |
| 115     | 5          | «Карма в действии» «Instant Karma»         | Грег Яйтанс          | Томас Л. Моран                                                                                      | 12 октября 2009  | 13.50               |
| 116     | 6          | «Храброе сердце» «Brave Heart»             | Мэтт Шекман          | Лоуренс Каплоу                                                                                      | 19 октября 2009  | 11.65               |
| 117     | 7          | «Известные неизвестные» «Known Unknown»    | Грег Яйтанс          | Мэттью Льюис и Дорис Иган                                                                           | 9 ноября 2009    | 13.31               |
| 118     | 8          | «Командная игра» «Teamwork»                | Дэвид Стрэйтон       | Эли Атти                                                                                            | 16 ноября 2009   | 12.67               |
| 119     | 9          | «Счастье в неведении» «Ignorance Is Bliss» | Грег Яйтанс          | Дэвид Хоселтон                                                                                      | 23 ноября 2009   | 11.95               |
| 120     | 10         | «Уилсон» «Wilson»                          | Лесли Линка Глаттер  | Дэвид Фостер                                                                                        | 30 ноября 2009   | 13.24               |
| 121     | 11         | «Под прикрытием» «The Down Low»            | Ник Гомеc            | Сара Хесс и Лиз Фридман                                                                             | 11 января 2010   | 12.25               |
| 122     | 12         | «Раскаяние» «Remorse»                      | Эндрю Бернштейн      | Питер Блейк                                                                                         | 25 января 2010   | 14.21               |
| 123     | 13         | «На новый рубеж» «Moving the Chains»       | Дэвид Стрэйтон       | Рассел Френд и Гарретт Лернер                                                                       | 1 февраля 2010   | 13.38               |
| 124     | 14         | «С пяти до девяти» «5 to 9»                | Эндрю Бернштейн      | Томас Л. Моран                                                                                      | 8 февраля 2010   | 13.60               |
| 125     | 15         | «Частная жизнь» «Private Lives»            | Санфорд Букставер    | Дорис Иган                                                                                          | 8 марта 2010     | 12.81               |
| 126     | 16         | «Чёрная дыра» «Black Hole»                 | Грег Яйтанс          | Лоуренс Каплоу                                                                                      | 15 марта 2010    | 11.37               |
| 127     | 17         | «Изоляция» «Lockdown»                      | Хью Лори             | Сюжет : Эли Атти и Питер Блейк Телесценарий : Расселл Френд, Гарретт Лернер, Эли Атти и Питер Блейк | 12 апреля 2010   | 10.80               |
| 128     | 18         | «Павший рыцарь» «Knight Fall»              | Хуан Хосе Кампанелья | Джон С. Келли                                                                                       | 19 апреля 2010   | 10.81               |
| 129     | 19         | «Открыть и закрыть» «Open and Shut»        | Грег Яйтанс          | Лиз Фридман и Сара Хесс                                                                             | 26 апреля 2010   | 10.85               |
| 130     | 20         | «Выбор» «The Choice»                       | Хуан Хосе Кампанелья | Дэвид Хоселтон                                                                                      | 3 мая 2010       | 9.98                |
| 131     | 21         | «Багаж» «Baggage»                          | Дэвид Стрэйтон       | Дорис Иган и Дэвид Фостер                                                                           | 10 мая 2010      | 9.29                |
| 132     | 22         | «Помоги мне» «Help Me»                     | Грег Яйтанс          | Питер Блейк, Рассел Френд и Гарретт Лернер                                                          | 17 мая 2010      | 11.06               |

### Сезон 7 (2010—2011)
| № общий | № в сезоне | Название                                                | Режиссёр          | Автор сценария                                                   | Дата премьеры    | Зрители в США (млн) |
| ------- | ---------- | ------------------------------------------------------- | ----------------- | ---------------------------------------------------------------- | ---------------- | ------------------- |
| 133     | 1          | «Что теперь?» «Now What?»                               | Грег Яйтанс       | Дорис Иган                                                       | 20 сентября 2010 | 10.54               |
| 134     | 2          | «Эгоист» «Selfish»                                      | Дэн Аттиас        | Эли Атти                                                         | 27 сентября 2010 | 10.18               |
| 135     | 3          | «Неизданное» «Unwritten»                                | Грег Яйтанс       | Джон С. Келли                                                    | 4 октября 2010   | 10.78               |
| 136     | 4          | «Массажная терапия» «Massage Therapy»                   | Дэвид Стрэйтон    | Питер Блейк                                                      | 11 октября 2010  | 9.69                |
| 137     | 5          | «Незапланированное родительство» «Unplanned Parenthood» | Грег Яйтанс       | Дэвид Фостер                                                     | 18 октября 2010  | 9.65                |
| 138     | 6          | «Офисная политика» «Office Politics»                    | Сэнфорд Букставер | Сет Хоффман                                                      | 8 ноября 2010    | 9.63                |
| 139     | 7          | «Оспа в нашем доме» «A Pox on Our House»                | Такер Гейтс       | Лоуренс Каплоу                                                   | 15 ноября 2010   | 10.77               |
| 140     | 8          | «Маленькие жертвы» «Small Sacrifices»                   | Грег Яйтанс       | Дэвид Хоселтон                                                   | 22 ноября 2010   | 9.24                |
| 141     | 9          | «Больше, чем жизнь» «Larger than life»                  | Мигель Сапочник   | Сара Хесс                                                        | 17 января 2011   | 10.52               |
| 142     | 10         | «Кнут или пряник» «Carrot or Stick»                     | Дэвид Стрэйтон    | Лиз Фридман                                                      | 24 января 2011   | 10.45               |
| 143     | 11         | «Семейный врач» «Family Practice»                       | Мигель Сапочник   | Питер Блейк                                                      | 7 февраля 2011   | 12.33               |
| 144     | 12         | «Ты должен это помнить» «You Must Remember This»        | Дэвид Платт       | Кэт Лингенфельтер                                                | 14 февраля 2011  | 9.86                |
| 145     | 13         | «Две истории» «Two Stories»                             | Грег Яйтанс       | Томас Л. Моран                                                   | 21 февраля 2011  | 10.41               |
| 146     | 14         | «Несмотря ни на что» «Recession Proof»                  | Эс Джей Кларксон  | Джон С. Келли                                                    | 28 февраля 2011  | 11.01               |
| 147     | 15         | «Гром среди ясного неба» «Bombshells»                   | Грег Яйтанс       | Лиз Фридман и Сара Хесс                                          | 7 марта 2011     | 11.08               |
| 148     | 16         | «Полный отрыв» «Out of the Chute»                       | Санфорд Букставер | Лоуренс Каплоу и Томас Л. Моран                                  | 14 марта 2011    | 10.41               |
| 149     | 17         | «Грехопадение» «Fall From Grace»                        | Такер Гейтс       | Джон С. Келли                                                    | 21 марта 2011    | 9.49                |
| 150     | 18         | «Раскопки» «The Dig»                                    | Мэтт Шекман       | Сара Хесс и Дэвид Хоселтон                                       | 11 апреля 2011   | 8.93                |
| 151     | 19         | «Последнее искушение» «Last Temptation»                 | Тим Соутэм        | Дэвид Фостер и Лиз Фридман                                       | 18 апреля 2011   | 8.80                |
| 152     | 20         | «Перемены» «Changes»                                    | Дэвид Стрэйтон    | Сюжет : Эли Атти и Сет Хоффман Телесценарий : Эли Атти           | 2 мая 2011       | 8.57                |
| 153     | 21         | «Исправление» «The Fix»                                 | Грег Яйтанс       | Сюжет : Томас Л. Моран Телесценарий : Томас Л. Моран и Дэвид Шор | 9 мая 2011       | 7.94                |
| 154     | 22         | «После работы» «After Hours»                            | Мигель Сапочник   | Сет Хоффман, Рассел Френд и Гарретт Лернер                       | 16 мая 2011      | 8.92                |
| 155     | 23         | «Жизнь продолжается» «Moving On»                        | Грег Яйтанс       | Питер Блейк и Кэт Лингенфельтер                                  | 23 мая 2011      | 9.11                |

### Сезон 8 (2011—2012)
| № общий | № в сезоне | Название                                  | Режиссёр          | Автор сценария                                               | Дата премьеры   | Зрители в США (млн) |
| ------- | ---------- | ----------------------------------------- | ----------------- | ------------------------------------------------------------ | --------------- | ------------------- |
| 156     | 1          | «Двадцать викодинок» «Twenty Vicodin»     | Грег Яйтанс       | Питер Блейк                                                  | 3 октября 2011  | 9.78                |
| 157     | 2          | «Трансплантат» «Transplant»               | Дэн Аттиас        | Дэвид Фостер и Лиз Фридман                                   | 10 октября 2011 | 6.85                |
| 158     | 3          | «Дела благотворительные» «Charity Case»   | Грег Яйтанс       | Сара Хесс                                                    | 17 октября 2011 | 8.34                |
| 159     | 4          | «Рисковое дело» «Risky Business»          | Сенфорд Букставер | Сет Хоффман                                                  | 31 октября 2011 | 6.65                |
| 160     | 5          | «Исповедь» «The Confession»               | Кейт Вудс         | Джон С. Келли                                                | 7 ноября 2011   | 7.55                |
| 161     | 6          | «Родители» «Parents»                      | Грег Яйтанс       | Эли Атти                                                     | 14 ноября 2011  | 6.63                |
| 162     | 7          | «Мёртв и похоронен» «Dead & Buried»       | Мигель Сапочник   | Дэвид Хоселтон                                               | 21 ноября 2011  | 7.46                |
| 163     | 8          | «Опасности паранойи» «Perils of Paranoia» | Дэвид Стрейтон    | Томас Л. Моран                                               | 28 ноября 2011  | 7.41                |
| 164     | 9          | «Лучшая половина» «Better Half»           | Грег Яйтанс       | Кэт Лингенфельтер                                            | 23 января 2012  | 8.76                |
| 165     | 10         | «Беглецы» «Runaways»                      | Сэнфорд Букставер | Марки Джексон                                                | 30 января 2012  | 8.73                |
| 166     | 11         | «Никто не виноват» «Nobody’s Fault»       | Грег Яйтанс       | Рассел Френд, Гарретт Лернер и Дэвид Фостер                  | 6 февраля 2012  | 7.09                |
| 167     | 12         | «Чейз» «Chase»                            | Мэтт Шекман       | Питер Блейк и Эли Атти                                       | 13 февраля 2012 | 7.16                |
| 168     | 13         | «Кто здесь хозяин» «Man of the House»     | Колин Бакси       | Сара Хесс и Лиз Фридман                                      | 20 февраля 2012 | 7.08                |
| 169     | 14         | «Любовь слепа» «Love is Blind»            | Тим Соутэм        | Джон С. Келли                                                | 27 февраля 2012 | 5.94                |
| 170     | 15         | «Стукач» «Blowing the Whistle»            | Джулиан Хиггинс   | Сюжет : Дэнни Уайсс Телесценарий : Дэнни Уайсс и Сет Хоффман | 2 апреля 2012   | 6.67                |
| 171     | 16         | «Проверка на вшивость» «Gut Check»        | Мигель Сапочник   | Дэвид Хоселтон и Джеми Конвей                                | 9 апреля 2012   | 6.01                |
| 172     | 17         | «Нужно быть мужиками» «We Need the Eggs»  | Дэвид Стрейтон    | Питер Блейк и Сара Хесс                                      | 16 апреля 2012  | 5.61                |
| 173     | 18         | «Тело и душа» «Body and Soul»             | Стефан Шварц      | Дастин Пэддок                                                | 23 апреля 2012  | 6.49                |
| 174     | 19         | «Слово на букву „Р“» «The C-Word»         | Хью Лори          | Джон С. Келли и Марки Джексон                                | 30 апреля 2012  | 6.45                |
| 175     | 20         | «После смерти» «Post Mortem»              | Питер Уэллер      | Кэт Лингенфельтер и Дэвид Хоселтон                           | 7 мая 2012      | 6.09                |
| 176     | 21         | «Не сдаваясь» «Holding On»                | Мигель Сапочник   | Дэвид Фостер, Рассел Френд и Гарретт Лернер                  | 14 мая 2012     | 6.45                |
| 177     | 22         | «Все умирают» «Everybody Dies»            | Дэвид Шор         | Дэвид Шор, Питер Блейк и Эли Атти                            | 21 мая 2012     | 8.72                |

## Документальные фильмы
| № | Название | Приглашённые актёры | Дата премьеры                     |
| --- | --- | --- | --------------------------------- |
| 1 | «Хаус. Пейли Фест, 2006» «House: Paley Fest. 2006»                                                           | Лиза Эдельштейн, Омар Эппс, Хью Лори, Роберт Шон Леонард, Дженнифер Моррисон | 3 августа 2006 (США)              |
| … | | |                                   |
| 2 | «Хаус за кадром» «House Unplugged»                                                                           | Ракель Санчес-Сильва, Хью Лори, Лиза Эдельштейн, Омар Эппс, Роберт Шон Леонард, Дженнифер Моррисон, Кэти Джейкобс, Дэвид Фостер, Дэвид Шор, Брайан Сингер и Джесси Спенсер                                                                       | 8 октября 2006 (Испания)          |
| Обзор третьего сезона. Интервью с актёрами. | | |                                   |
| 3 | «Доктор Хаус, Четвёртый сезон: Новые Начала» «House, M.D., Season Four: New Beginnings»                      | Сайрус Дебу в роли доктора Капура, Лиза Эдельштейн, Омар Эппс, Кристофер Фербенкс в роли агента Басса, Питер Джекобсон, Хью Лори, Роберт Шон Леонард, Дженнифер Моррисон, Кэл Пенн, Джесси Спенсер и Оливия Уайлд                                | 19 августа 2008 (США)             |
| Гид по персонажам, съёмочной площадке, спойлеры к началу 5-го сезона. Интервью с актёрами и создателями сериала. | | |                                   |
| 4 | «Доктор Хаус, Четвёртый сезон: Моя любимая серия...» «House, M.D., Season Four: My Favorite Episode So Far…» | Дэвид Шор, Марти Хрейса, Кэти Джейкобс, Лиза Эдельштейн, Омар Эппс, Питер Джекобсон, Хью Лори, Роберт Шон Леонард, Дженнифер Моррисон, Кэл Пенн и Джесси Спенсер                                                                                 | 19 августа 2008 (США)             |
| Актёры и создатели сериала рассказывают про свою любимую серию, а также про раскрытие характеров своих персонажей. | | |                                   |
| 5 | «Хаус. Взгляд изнутри» «House: An Insider’s Guide»                                                           | Хью Лори, Лиза Эдельштейн, Омар Эппс, Роберт Шон Леонард и Дженнифер Моррисон | 22 сентября 2009 (Великобритания) |
| Гид по персонажам, съёмочной площадке, спойлеры к началу 6-го сезона. Интервью с актёрами и создателями сериала, экскурсия в реквизиторскую, офисы Хауса и Кадди, хирургическая операция без наркоза, слухи, сплетни, шутки и многое другое. Также вы узнаете о пагубных пристрастиях доктора Кадди, о том, как Хью Лори использует свою доску для серфинга, и почему Роберт Шон Леонард отказывается ходить пешком… | | |                                   |
| 6 | «Хаус. Лебединая песнь» «House: Swan Song»                                                                   | Хью Лори, Дэвид Шор, Роберт Шон Леонард, Джесси Спенсер, Омар Эппс, Питер Джейкобсон, Одетт Эннабл, Шарлин И, Дженнифер Моррисон, Лиза Эдельштейн, Оливия Уайлд, Андре Брауэр, Энн Дудек, Джеймс Легро, Сила Уорд и вся съёмочная группа сериала | 21 мая 2012 (США)                 |
| Часовой ретроспективный эпизод, вышедший перед финалом сериала. | | |                                   |
| 7 | «Доктор Хаус. Врач направляет» «House M.D.: The Doctor Directs»                                              | Хью Лори, Роберт Шон Леонард | 21 августа 2012 (США)             |
| Хью Лори приглашает зрителя за кулисы на съёмочную площадку сериала, предлагая за кадром взглянуть на процесс производства отдельно взятого эпизода. | | |                                   |